# Közalapítvány
A közalapítvány olyan sajátos alapítvány volt, amelyet a korábban hatályos magyar jog szerint az Országgyűlés, a Kormány, valamint a helyi önkormányzat képviselő-testülete hozott létre, közfeladat ellátásának folyamatos biztosítása céljából. A Polgári törvénykönyv 1993-ban beiktatott 74/G. §-a állapította meg a közalapítvány különös szabályait. Egyebekben a közalapítványra az alapítványra vonatkozó rendelkezéseket kellett alkalmazni.   A közalapítvány alapítására jogosult szervek ugyanakkor nem voltak jogosultak az általános szabályok szerinti alapítványok létrehozására.
A 2006. évi LXV. törvény  2006. augusztus 24. napjától hatályon kívül helyezte a Ptk 74/G. §-t. Új  közalapítványok azóta már nem hozhatók létre, a korábbiak azonban tovább működhetnek.

## Történetéből
A közalapítványt már 19. századi jogunk ismerte. A közalapítványi javak  és az alapítvány között csupán a cél kijelölése tekintetében volt különbség. A magyar közalapítványi javak ingatlan és ingó jószágokból, valamint jelentékeny pénztőkéből állanak, amelyek természetük szerint voltak  beosztva az egyes szakminiszterek kezelése alá, a legtöbb közülük a vallás- és közoktatási minisztérium ügykörébe.
A legfontosabbak a következők voltak: 
1. A magyarországi katolikus vallás-alap (Vallás-alap);
2. A magyarországi katolikus tanulmányi alap (Tanulmányi alap);
3. Az egyetemi alap (Tudomány-egyetemi alapok);
4. A magyarországi református közalap ( Baldácsy-alapítvány);
5. Ludovika-alapítvány (Ludovika-akadémia) stb.

Mindezen közalapítványokon kívül még sokféle más célokra rendelt magyar közalapítvány volt, amelyeknek eredete nagyon különböző forrásokra vezethető vissza és ennek megfelelően jogi természetük is nagyon különböző volt. Így pl. a tanulmányi és a vallás-alapnak tulajdonjogi természete annyira vitás volt a 19. század végén, hogy ezeket nem is vették fel  az államnak a törvényhozás elé terjesztett költségvetéseibe és zárszámadásaiba, hanem azoknak felügyeletét és ellenőrzését ideiglenesen külön ellenőrző-bizottságra ruházták. Az egyéb közalapítványi javakat viszont a miniszterek rendes alkotmányos felelőssége mellett kezelték.

### A közalapítvány szabályozása a Ptk.  74/G. §-ban
A 2006. évi LXV. törvény  2006. augusztus 24. napjától hatályon kívül helyezte a Ptk 74/G. §-t, amely a közalapítványokat az alábbiak szerint szabályozta:

A közalapítvány olyan alapítvány, amelyet az Országgyűlés, a Kormány, valamint a helyi önkormányzat képviselő-testülete közfeladat ellátásának folyamatos biztosítása céljából hoz létre. Törvény közalapítvány létrehozását kötelezővé teheti.

Az (1) bekezdés alkalmazásában közfeladatnak minősül az az állami vagy helyi önkormányzati feladat, amelynek ellátásáról - jogszabály alapján - az államnak vagy az önkormányzatnak kell gondoskodnia. A közalapítvány létrehozása nem érinti az államnak, illetve az önkormányzatnak a feladat ellátására vonatkozó kötelezettségét.

Közalapítvány létrejöhet úgy is, hogy az alapítvány a teljes vagyonát - alapítójának hozzájárulásával - azonos célú közalapítvány létesítése érdekében az arra jogosult szervnek felajánlja. Ha a közalapítvány alapítására jogosult az ajánlatot elfogadja, a közalapítványt az alapítvány alapítójával közösen hozza létre. A közalapítvány létrehozásával az alapítvány megszűnik, jogutódja a közalapítvány, amelynek alapítói az alapítót megillető jogosultságokat -ha az alapító okirat eltérően nem rendelkezik - együttesen gyakorolják.Közalapítvány alapítására jogosult szerv alapítványt csak közalapítványként hozhat létre.

Közalapítvány létesítése esetén az alapító okiratban a kezelő szervet is meg kell jelölni, vagy ilyen célra külön szervezet - ideértve a kezelő szerv ellenőrzésére jogosult szervet is - létrehozásáról kell gondoskodni.

A közalapítvány alapító okiratát hivatalos lapban közzé kell tenni. A közalapítványhoz - ha törvény eltérően nem rendelkezik - bárki feltétel nélkül csatlakozhat, az alapító okirat azonban előírhatja, hogy a csatlakozás elfogadásához a kezelő szerv (szervezet) jóváhagyása szükséges. 

A kezelő szerv (szervezet) a közalapítvány működéséről köteles az alapítónak évente beszámolni és gazdálkodásának legfontosabb adatait nyilvánosságra kell hoznia. A közalapítvány gazdálkodásának törvényességét és célszerűségét - a helyi önkormányzat képviselő-testülete által alapított közalapítvány kivételével - az Állami Számvevőszék ellenőrzi.

A bíróság a közalapítványt az alapító kérelmére nem peres eljárásban megszünteti, ha a közfeladat iránti szükséglet megszűnt vagy a közfeladat ellátásának biztosítása más módon, illetőleg más szervezeti keretben hatékonyabban megvalósítható. A közalapítvány megszűnése esetén a közalapítvány vagyona - a hitelezők kielégítése után - az alapítót illeti meg, aki köteles azt a megszűnt közalapítvány céljához hasonló célra fordítani és erről a nyilvánosságot megfelelően tájékoztatni. 